# Cristatogobius nonatoae
Cristatogobius nonatoae és una espècie de peix de la família dels gòbids i de l'ordre dels perciformes.

## Morfologia
- Els mascles poden assolir 2,6 cm de longitud total.[5][6]

## Hàbitat
És un peix de clima tropical i demersal.

## Distribució geogràfica
Es troba des de les Illes Ryukyu i Taiwan fins a Tailàndia i les Filipines.

## Observacions
És inofensiu per als humans.